# Белгијски овчар
Белгијски овчар је раса пастирског пса средње величине поријеклом из Белгије. Иако се претежно сматра јединственом расом, узгаја се у четири различите сорте на основу типа и боје длаке; дугодлаки црни гренендал, оштродлаки свијетлосмеђи лакеноа, краткодлаки свијетлосмеђи малиноа и дугодлаки свијетлосмеђи тервирен; Амерички кинолошки савез све четири сорте сматра засебним расама.
Раса потиче од уобичајеног типа пастирског пса који се налази широм западне Европе, а који укључује савремене пасмине као што је арденски говедар, холандски овчар и немачки овчар. Белгијски овчари су уобичајени у служби вијековима, што није био случај до краја 19. вијека, када је формиран клуб расе и кренули покушаји стандардизације расе. Раса има дугу историју употребе у војним снагама, служећи у оба свјетска рата; и даље их користи низ војних снага у различити улогама.
Поред своје историјски улоге пастирског пса, белгијски овчари коришћени су као пси помоћници, пси пратиоци, пси откривачи, пси чувари, пси водичи, полицијски пси и пси трагачи и спасиоци.

## Основно
- Мужјак
  - Висина од 61 до 66 цм
  - Тежина од 25 до 30
- Женка
  - Висина од 56 до 61 цм
  - Тежина од 20 до 25

## Историја
Крајем 1800-тих година, у Белгији је постојао велики број пастирских паса, различитих раса и различите длаке. Да би се ово разграничило, ентузијастични узгајивачи паса су основали групу и затражили од професора А. Рела да управља њоме. Професор А. Рел, са Ветеринарског факултета у Киргерну, сматра се правим пиониром и утемељивачем ове пасмине.
Ова раса је званично рођена између 1891. и 1897. године. Белгијски савез овчарских паса (Club du Chien de Berger Belge) је 29. септембра 1891. године основан у Белгији и те исте године, 15. новембра, у Киргерну, професор А. Рел организује окупљање 117 паса, што му је омогућило да састави извештај и изабере најбоље примерке. Наредних година овај савез је започео прави програм селекције. Извршена су нека укрштања веома блиских сродника у које је било укључено неколико приплодних мужјака.
До 3. априла 1892. године, белгијски савез овчарских паса је већ израдио први детаљни расни стандард. Дозвољена је била само једна раса, са три варијанте длаке. Ипак, како се тада говорило, белгијског овчара су имали само обични људи, па је овој раси још увек недостајао статус. Као последица тога, белгијски овчар је тек 1901. године регистрован у родовној књизи Белгијског кинолошког савеза — Краљевског друштва сент Хуберт (L.O.S.H.).
Током наредних година, најентузијастичнији међу одушевљеницима белгијским овчарем, са великом одлучношћу су прионули на посао дефинисања јединственог стандарда за ову расу и исправљање грешака. Може се рећи да су до 1910. године утемељене расне особине и темперамент белгијског овчара. Током историје развоја ове расе, питање различитих, али прихватљивих подраса и боја довело је до многих жучних расправа. Са друге стране, ништа што има везе са морфологијом, темпераментом и подобношћу за рад није проузроковали било какво неслагање.

## Карактеристике пса

### Нарав
Белгијски овчар показује есенцијалне особине радног пса: интелигенцију, енергичност и послушност. Не само да бриљира у пастирским, већ и у полицијским пословима као што је откривање експлозивних средстава и дроге, спашавање, помагање старијим и инвалидима.
Овај пас формира веома снажну везу са власницима. Осим што је веома интелигентан и послушан, има одличан инстинкт за заштиту и осећај за простор. Потребна му је добра социјализација да не би постао преосетљив и стидљив. Нежни су са децом, ако се на време навикну на њих.

### Општи изглед
Белгијски овчар је пас средње величине, пропорционалне грађе. Очи су средње велике, бадемасте, браонкасте боје, по могућству тамне. Уши су високо усађене, једнакостранично троугласте и напето усправне одговарајуће њиховој величини. Реп је добро усађен, у основи дебео и средње дуг. У мировању висеће ношен и у висини скочних зглобова, на свом крају прави благ завијутак уназад. Приликом кретања ношен подигнуто, а завијутак на врху се исправи.
Длака је код белгијских овчара различите дужине, распореда и грађе. При томе то означава разлике између различитих варијетета. Код свих варијетета длака мора бити богата, густа и добре структуре. Заједно са подлаком чини одличан заштитни омотач.
Тервирен: Лавља боја са карбонизираним крајевима је природна боја и преферира се у односу на друге. Лавља боја треба да је топла, нити да је светла, нити испрана.
Лакеноа: Лавља боја са остатком једног црног тона, у основи на њушци и на репу. Нешто белог на предграђима и на прстима је дозвољено.
Малиноа: Дозвољена је само лавља боја са карбонизираним крајевима и црна маска.
Гренендал: Дозвољена само једнобојна црна.

### Варијетети белгијског овчара
А) Дугодлаки
Кратка длака на глави, на спољашњој страни ушију и доњим деловима ногу, са изузетком задње стране предњих ногу, које су од лакта до дошапља, прекривене длаком у облику реса. На телу длака је дуга и равна. Богата и дужа на врату и предгрудима, где гради крагну. Отвори усних шкољки прекривени су густим праменовима. Од базе ушију длака је уздигнута и окружује главу. Бутине су прекривене веома дугом длаком која прави пан-талоне. I реп је прекривен веома дугом длаком која чини заставицу.
Дугодлаки варијетети су:
- Гренендал — Његова длака је једнобојно црна.
- Тервирен — Лавља боја са карбонизираним крајевима је природна боја и преферира се у односу на друге. Лавља боја треба да је „топла”, нити да је светла, нити испрана. Сви пси чија нијанса не одговара жељеном интензитету, не могу добити одличну оцену.

За црну маску важи апсолутни минимум од осам обавезних места која морају бити црно пигментисана: на оба ува, на оба очна капка, на обе горње и обе доње усне. Грешке: Вунаста, увијена или таласаста длака. Кратка длака. Код гренендла — Црвени одсјај на црној длаци, сиве „панталоне”. Код Тервирена — Непожељна је сива боја, слабији интензитет боје. Недостатак црног (карбонизираног) краја длаке или црни тон у облику плоча на телу. Недовољна маска или неправилна маска. Непожељно је јако изражено шатирање на леђима.
Б) Краткодлаки
Веома кратка длака на глави, на спољашњој страни ушију и доњим деловима ногу. На телу је длака кратка. Нешто је дужа на репу и врату где длака прави крагну, која почиње на бази ушију и пружа се до гуше. Задња ивица бутине прекривена је нешто дужом длаком. Реп је „жбунасто” одлакан.
- Малиноа — Краткодлаки, лавља боја са карбонизираним крајевима длаке, са црном маском. За маску је предвиђено да осам места, као код тервирена буду пигментисана. Краткодлаки белгијски овчар друге боје осим лавље са карбонизираним крајевима длаке, није признат.
- Грешке: Полудуга длака где треба да је кратка, оштра длака, таласаста длака. Недостатак сјаја на карбонизираним деловима. Црни (карбонизирајући) делови у облику плоча на телу, недовољна или измењена маска. Непожељна је нешто јача карбонизација на телу.

В) Оштродлаки
Распознавајући знаци су оштрина и сувост длаке, која је разбарушена. Дужина длаке на ћелом телу је 6 цм. Длака не срне бити на њушци нити око очију тако дуга да псу даје изглед бријара или барбеа. Њушка мора бити безусловно богато одлакана. На репу не сме бити застава.
- Лакеноа — Длака је оштра (храпава), лавља боја са карбонизирајућим пресјајем, основно на њушци и репу.
- Грешке: Предуга, свиласта длака, таласаста или прекратка длака. Пуно упредене длаке, у облику „струка”, предуга длака око очију, око и испред главе, жбунаст реп.
- Укрштање: Забрањено је укрштање између варијетета. О изузецима може одлучивати национална узгојна комисија (Правилник из Париза 1974)

Н. Б. Мужјаци треба да имају два нормално развијена тестиса, потпуно спуштена у скротум.

## Нега и здравље
Овај пас би требао да живи у кући са својом људском породицом, иако се може прилагодити животу напољу. Идеално је да има приступ дворишту. Поред тога, потребне су му редовне вежбе у виду комбиновања вишесатног играња и џогирања. Потребно му је недељно чешљање, нарочито код дугодлаког, а нешто чешће у периоду лињања.
Белгијски овчар је веома отпоран пас и нема већих здравствених проблема. Међутим, могу се јавити мањи здравствени проблеми као што су хипотиреодизам, алергије.
Животни век белгијског овчара је од 10 до 14 година.

## Класификација белгијског овчара — контроверза између расе и варијетета
Међународна кинолошка федерација, аустралијски национални кинолошки савез, канадски кинолошки савез, кинолошки савез Велике Британије и уједињени кинолошки савез признају белгијског овчара као једну расу са четири варијетета.
Амерички кинолошки савез и новозеландски кинолошки савез признају сва четири варијетета белгијског овчара као засебне пасмине.

## Галерија
- Малиноа
- Гренендал
- Тервирен
- Лакеноа